# 숭의여자고등학교
숭의여자고등학교(崇義女子高等學校)는 대한민국 서울특별시 동작구 대방동에 있는 사립 고등학교이다.

## 연혁
- 1903년 10월 31일 : 미국 북장로교 선교회가 경영하는 형태로 평양에서 개교, 설립자 마포 삼열 박사, 초대 교장에 미국인 배귀례 선생 취임
- 1931년 12월 18일 : 지정 학교로 승격
- 1938년 3월 15일 : 신사참배 거부로 폐교 (29회, 30회 졸업)
- 1950년 4월 12일 : 서울에서 재건
- 1953년 4월 22일 : 재단법인 숭의학원 설립(문보 제685호), 재건 설립자 겸 이사장에 박현숙 선생 취임
- 1953년 5월 8일 : 숭의여자중학교 설립 인가(문보 제686호), 숭의여자고등학교 설립 인가(문보 제687호)
- 1959년 1월 17일 : 2부 중학교 12학급(문보 제170호), 2부 고등학교 9학급 인가(문보 제152호)
- 1964년 5월 28일 : 학교법인 숭의학원으로 조직 변경(문고대 1043-3)
- 1991년 10월 22일 : 2부 고등학교 폐교 승인, 모집 중단(행정 25412-754)
- 2003년 2월 26일 : 숭의여자중.고등학교 대방동 교사 신축 준공 (시설 81471-5239)
- 2003년 10월 30일 : 숭의여자중고등학교 개교100주년 기념식 및  '숭의 100년사 발간'.  대방동 교사 준공식
- 2010년 6월 21일 : 과학중점학교로 지정(2011년부터 운영 시작)
- 2013년 10월 30일 : 일본 타마가와세이가쿠인 고등부와 자매결연 체결
- 2020년 9월 1일 : 제17대 교장 장경희 선생 취임
- 2021년 6월 1일 : 백정수 이사장 취임
- 2023년 9월 1일 : 제18대 교장 심재한 선생 취임
- 2023년 10월 30일 : 숭의학원 창립 120주년 기념식 및 '숭의 120년사' 발간

## 참고 문헌
- 숭의여자고등학교 - 한국교육학술정보원 학교알리미

## 같이 보기
- 숭의여학교 여자 정구단